# Sköldbräcka
Sköldbräcka (Darmera peltata) är en stenbräckeväxtart som först beskrevs av John Torrey och George Bentham, och fick sitt nu gällande namn av Andreas Voss. Sköldbräcka ingår i släktet sköldbräckor, och familjen stenbräckeväxter. Inga underarter finns listade i Catalogue of Life.

## Bildgalleri

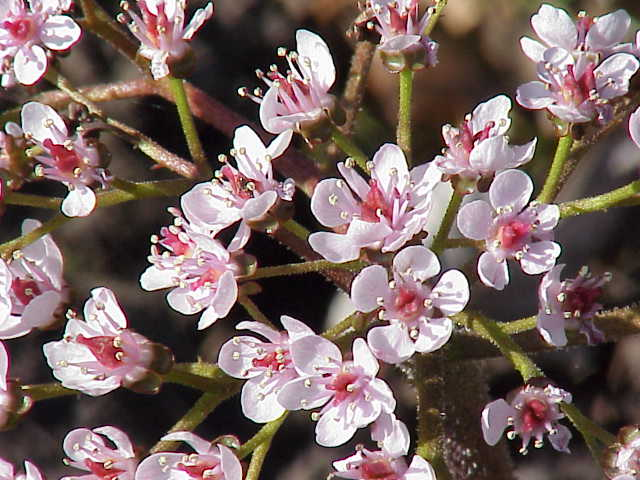
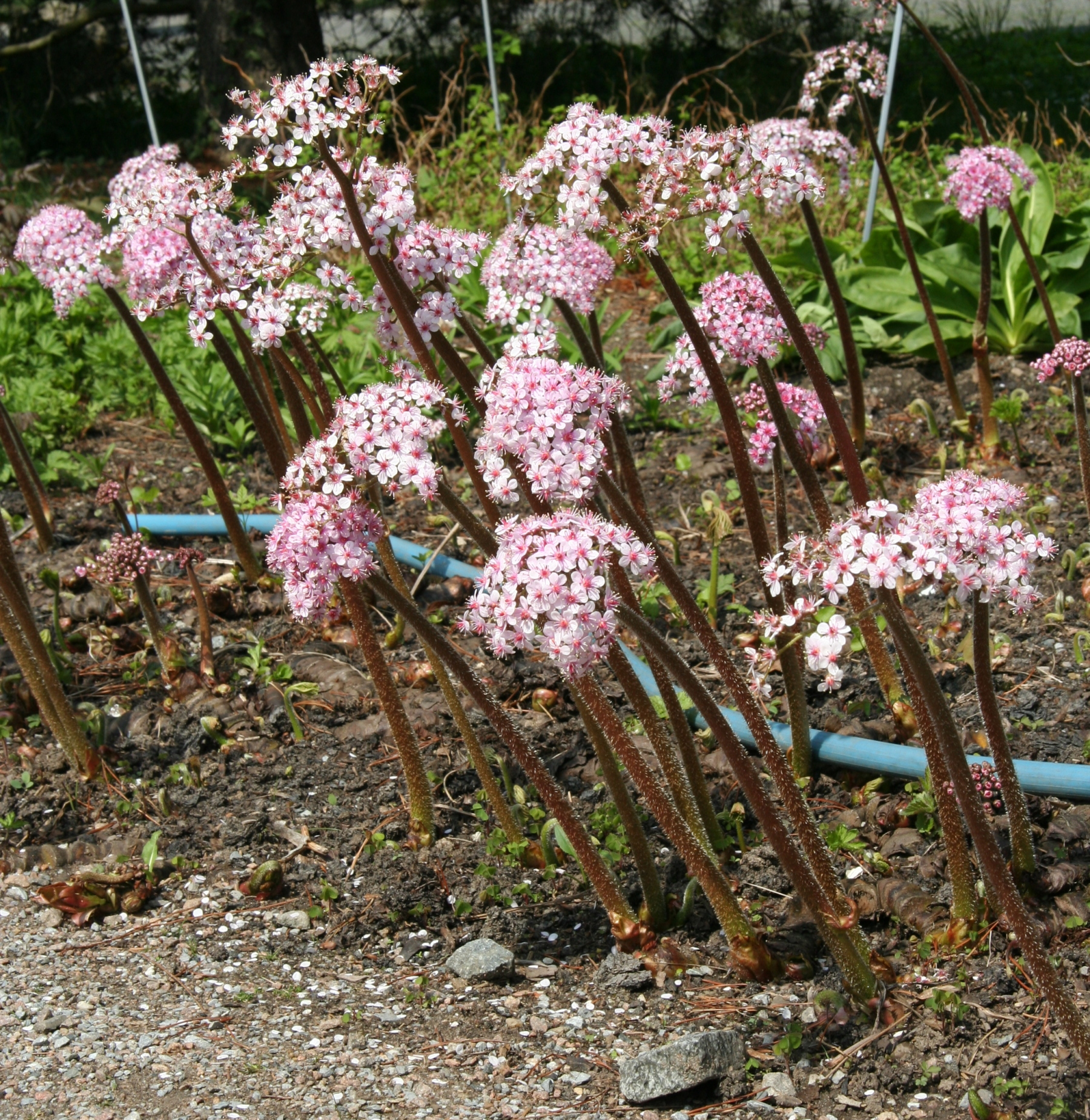
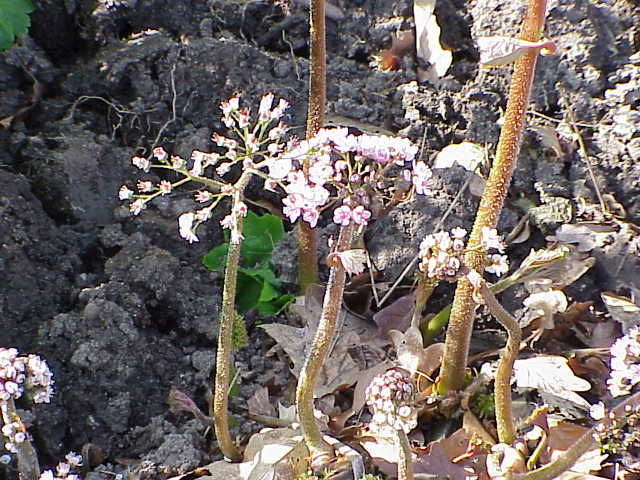
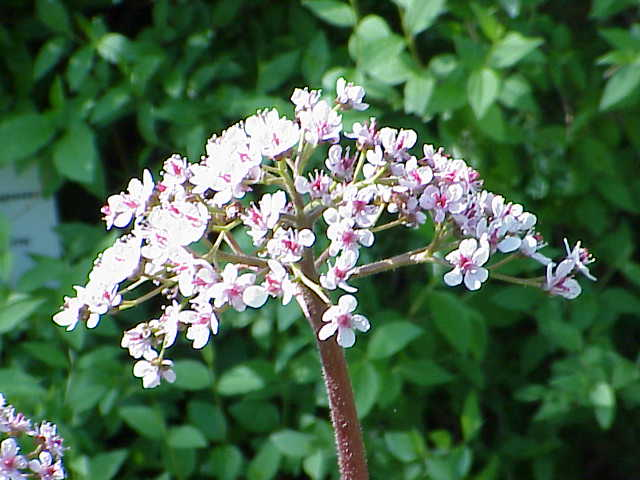
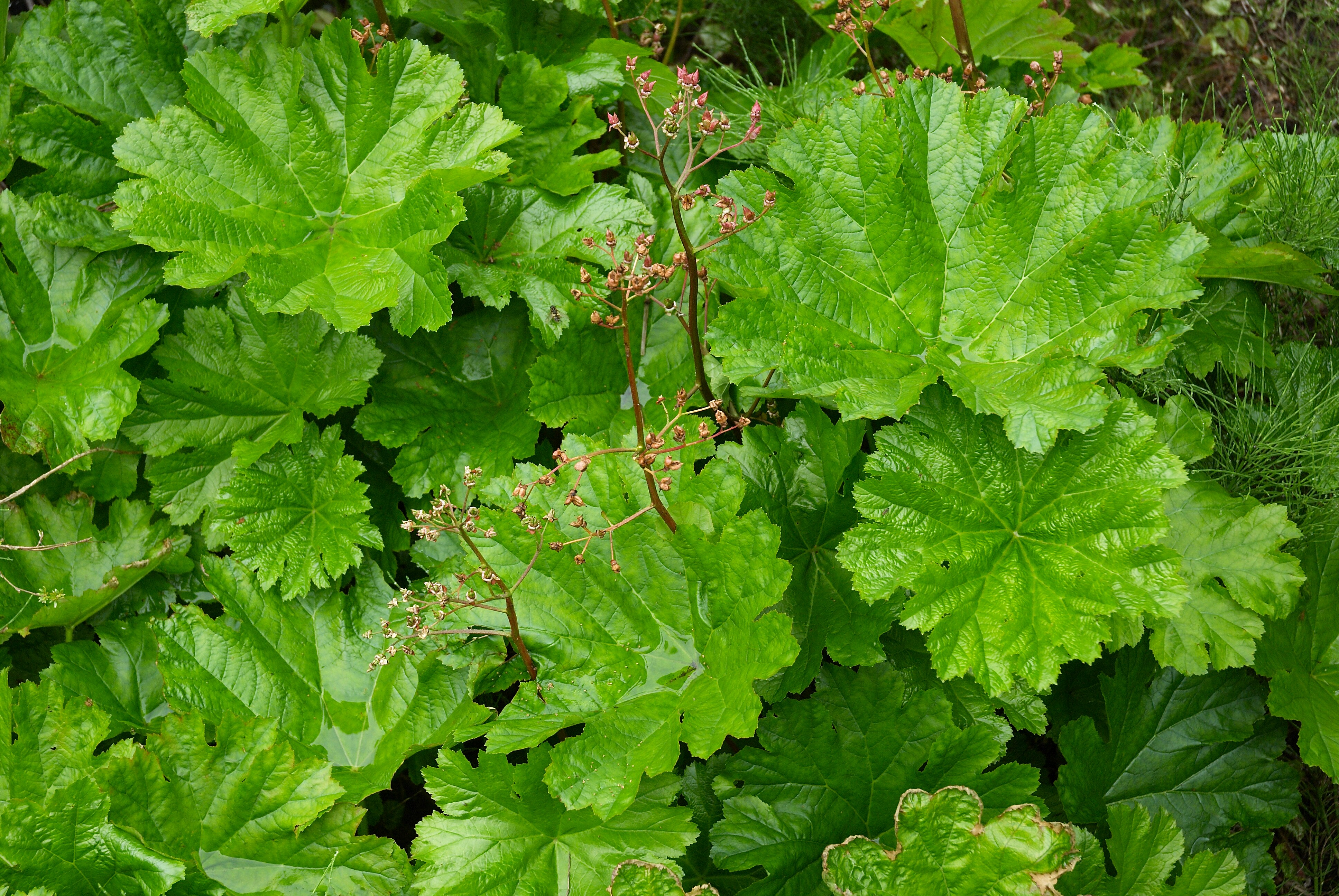
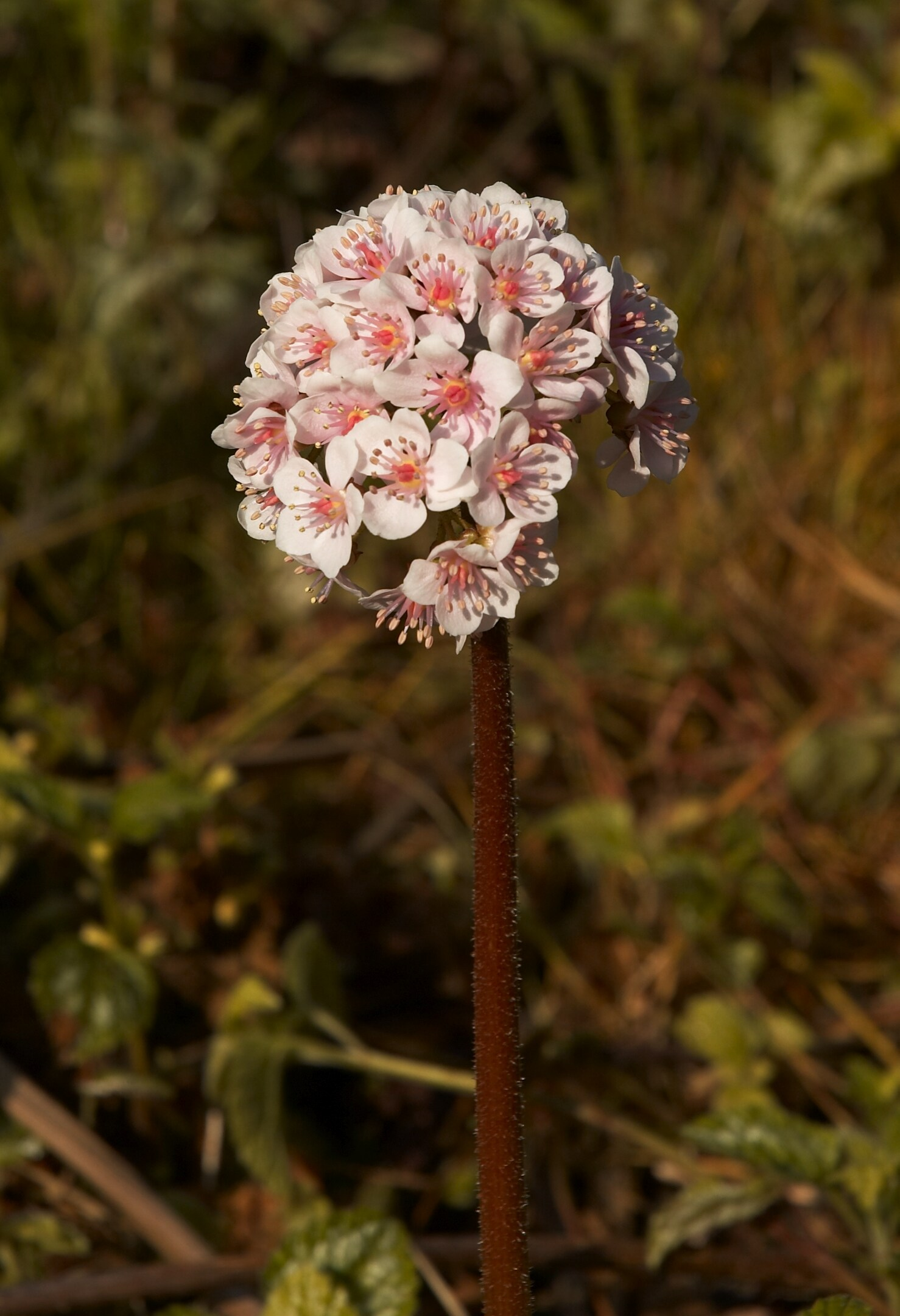